# Grand-Bourg
Grand-Bourg è un comune francese di 5 783 abitanti situato nella parte nord-occidentale dell'isola di Marie-Galante e facente parte del dipartimento d'oltre mare di Guadalupa.